# Grovetown
Grovetown es una ciudad ubicada en el condado de Columbia en el estado estadounidense de Georgia. En el censo de 2000, su población era de 6.089.

## Demografía
En el 2000 la renta per cápita promedia del hogar era de $33,382, y el ingreso promedio para una familia era de $32,546. El ingreso per cápita para la localidad era de $13,256. Los hombres tenían un ingreso per cápita de $28,432 contra $21,489 para las mujeres.

## Geografía
Grovetown se encuentra ubicado en las coordenadas 33°26′58″N 82°11′49″O / 33.44944, -82.19694 (33.449324, -82.196972).
Según la Oficina del Censo, la localidad tiene un área total de 7,5 km² (2,9 mi²), de la cual 7,5 km² (2,9 mi²) es tierra y 0 km² (0 mi²) (0.00%) es agua.